# حیات وحش برزیل

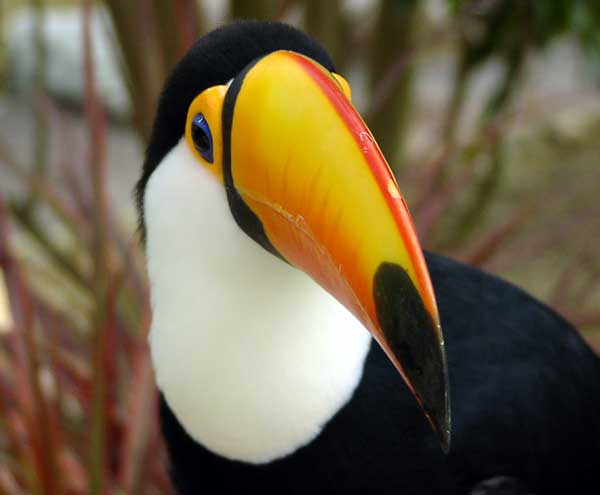
توکان، جانور بومی جنگل‌های بارانی برزیل

به دلیل رشد سریع اقتصاد و جمعیت برزیل در قرن گذشته، توان برزیل در محافظت از محیط زیست شدیداً تهدید شده‌است.
قطع فزاینده درخت در جنگل‌های این کشور، خصوصاً در جنگل آمازون، چه به صورت رسمی و چه به صورت غیررسمی، هر سال مساحتی را به وسعت یک کشور کوچک و نیز گونه‌های متعددی از گیاهان و جانوران را از بین می‌برد.
برزیل که دارای گونه‌های بسیار متنوعی از جانوران و گیاهان است، هزاران گونه جانوری و گیاهی را در خود جای داده‌است، که هنوز بسیاری از این گونه‌ها ناشناخته باقی‌مانده‌است. بر اساس ارزیابی‌ها تا سال ۲۰۲۰، ۵۰ درصد از گونه‌های جانوری و گیاهی برزیل از بین خواهد رفت.
از آنجایی که بسیاری از این گونه‌ها دارای مشخصات خاصی هستند، یا به نحو خاصی به وجود می‌آیند، برخی از توانایی‌های آنها ممکن است در فناوری نیز مورد استفاده قرار گیرد (رجوع شود به علم فرایندهای زیستی). درآمد حاصل از این طرح‌ها ممکن است هنوز راه چاره‌ای برای حفظ گونه‌های گیاهی و جانوری کشور باشد.